# Dąbrówka (powiat de Lidzbark)
Pour les articles homonymes, voir Dąbrówka.
Dąbrówka est un village polonais de la gmina d'Orneta de la voïvodie de Varmie-Mazurie, dans le powiat de Lidzbark.